# Lluís I de Blois
Lluís I de Blois (1172 - 14 d'abril de 1205) va ser comte de Blois (1191-1205).

## Orígens familiars
Era el fill de Teobald V de Blois i Alix de França. Els seus avis materns van ser Lluís VII de França i la seva primera esposa Elionor d'Aquitània.

## Matrimoni i descendents
Es va casar amb Caterina de Clermont, amb qui va tenir 3 fills:
- Raoul, que va morir jove
- Jeanne, que va morir jove
- Teobald VI de Blois

## Quarta Croada
Luis promulgar una carta el 1196 abolint la servitud en els seus dominis. Al Torneig d'Écry-sud-Ainé el 28 de novembre de 1199 Luis i el seu cosí Teobald III de Xampanya van ser els nobles principals primers a respondre al papa Innocenci III per a la Quarta Croada. Va sortir de França el 1202 i el juliol de 1203 va lluitar al setge de Constantinoble amb Bonifaci de Monferrat, el dux Enric Dandolo, Balduí IX de Flandes, que més tard es va convertir en emperador. Lluís va ser afectat més tard per una febre alta durant diversos mesos i no va poder participar en la presa de Constantinoble el 1204.

## Guerres Búlgaro-Llatines
Tot just recuperat va participar en la Batalla d'Adrianòpolis de 1205, on va ser assassinat per una força de cumans dirigit per Kaloian de Bulgària ("Johanitza"). Lluís va perseguir l'enemic massa lluny, esgotant els seus homes i cavalls, i va anar a parar a un parany conjuntament amb el ja emperador Balduí I de Constantinoble, on trobà la mort i l'emperador fou capturat.